# Władimir Aksionow
Władimir Wiktorowicz Aksionow, ros. Владимир Викторович Аксёнов (ur. 1 lutego 1935 w Giblicy, obwód riazański, ZSRR, zm. 9 kwietnia 2024 w Moskwie) – inżynier, kosmonauta radziecki, Lotnik Kosmonauta ZSRR.

## Wykształcenie i praca w OKB-1
- 1949 – szkołę podstawową ukończył w rodzinnej wsi Giblicy.
- 1953 – został absolwentem technikum budowy maszyn i w Krzemieńczuku rozpoczął naukę w wojskowej szkole przygotowującej pilotów.
- 1955 – został słuchaczem Czugujewskiej Wyższej Wojskowej Szkoły Lotniczej, ale po roku został przeniesiony do rezerwy.
- 1957 – rozpoczął pracę w biurze konstrukcyjnym Siergieja Korolowa (OKB-1). Na różnych stanowiskach pracował tam aż do momentu przyjęcia do grupy kosmonautów. Uczestniczył w konstruowaniu statków kosmicznych typu Wostok, Woschod, Sojuz i stacji kosmicznej Salut. Poza tym kierował lotniczym doświadczalnym laboratorium zainstalowanym na pokładzie samolotu Tu-104. Odbył na nim blisko 250 lotów, w czasie których ponad 1200 razy znajdował się w stanie nieważkości. Zajmował się zagadnieniami związanymi z oceną, projektowaniem i badaniami doświadczalnymi statków kosmicznych. Ponadto uczestniczył w przygotowywaniu procedur postępowania kosmonautów podczas prac na zewnątrz statku kosmicznego, zarówno w czasie przechodzenia pomiędzy statkami kosmicznymi, jak również w warunkach księżycowej oraz sztucznej grawitacji.
- 1963 – został absolwentem Wszechzwiązkowej Politechniki. Ukończył ją w systemie zaocznym, uzyskując tytuł inżyniera mechanika.
- 1981 – 30 grudnia, po obronie pracy w Instytucie Badań Kosmicznych, otrzymał stopień kandydata nauk technicznych.

## Kariera kosmonauty
- 1973 – 27 marca został przyjęty do czwartej grupy kosmonautów Biura Konstrukcyjnego „Energia” (w tamtym czasie jeszcze pod nazwą ЦКБЭМ – centralne biuro konstrukcyjne eksperymentalnej budowy maszyn). Razem z Aksionowem w tym zespole znaleźli się również: Aleksandr Iwanczenkow, Walerij Riumin i Giennadij Striekałow.
- 1974-1976 – w załodze dowodzonej przez Leonida Kizima szkolił się początkowo do lotu na statku Sojuz w ramach wojskowego programu badań, a później do lotu na statku typu Sojuz-T, który miał dostarczać załogi na pokład stacji kosmicznych.
- 1976 – w styczniu wspólnie z Walerijem Bykowskim rozpoczął, jako inżynier pokładowy, trening do misji Sojuza-22.
- 1976 – 15–23 września uczestniczył w locie statku kosmicznego Sojuz 22.
- 1976-1978 – po zakończonym locie kosmicznym powrócił do grupy kosmonautów przygotowujących się do wypraw na pokładzie statku typu Sojuz T.
- 1978-1980 – kontynuował szkolenie w załodze, której dowodzenie powierzono Jurijowi Małyszewowi.
- 1980 – 5–9 czerwca wziął udział w misji statku Sojuz T-2.
- 1980-1984 – pracował w Centrum Wyszkolenia Kosmonautów im. J. Gagarina. Zajmował się m.in. przygotowywaniem nowych załóg do lotów w kosmos.
- 1984-1988 – jako zastępca kierownika jednego z kompleksów Zjednoczenia Naukowo-Przemysłowego „Energia” (НПО „Энергия”) pracował nad systemami kierowania, cumowania i lądowania statków kosmicznych i stacji orbitalnych.
- 1988 – 17 października w związku z przejściem na emeryturę opuścił korpus radzieckich kosmonautów.

## Po opuszczeniu oddziału kosmonautów
- 1988 – został dyrektorem Państwowego Centrum Naukowo-Badawczego zajmującego się badaniem zasobów naturalnych Ziemi przy wykorzystaniu sztucznych satelitów.
- 1990-1992 – był generalnym dyrektorem Zjednoczenia Naukowo-Badawczego „Planeta” (НПО „Планета”).
- 1990-1996 – pełnił funkcję zastępcy przedstawiciela rady dyrektorów „Mosbiznesbanku” („Мосбизнесбанк”).
- 1996 – został przedstawicielem prezydium organizacji społecznej „Duchowy Ruch Rosji”.
- 2001 – został prezesem fundacji naukowej „Instytut Problemów Bezpieczeństwa i Ustawicznego Rozwoju”.

## Loty załogowe
- Sojuz 22

Pojazd kosmiczny Sojuz 22 wystartował w kosmos z kosmodromu Bajkonur 15 września 1976. Wyprawą dowodził Walerij Bykowski, a Władimir Aksionow pełnił funkcję inżyniera pokładowego. Lot prawie w całości poświęcony był badaniom Ziemi. W tym celu zapasowy statek kosmiczny Sojuz przewidziany do misji Apollo-Sojuz został specjalnie przebudowany. Zainstalowano w nim skonstruowaną w NRD wielozakresową kamerę o 6 obiektywach pracującą w zakresie światła widzialnego i podczerwieni. Podczas trwającej tydzień misji kosmonauci wykonali 2400 zdjęć powierzchni ZSRR oraz NRD. Na Ziemię powrócili 23 września 1976, lądując w odległości ok. 150 km od Astany.
- Sojuz T-2

Była to pierwsza załogowa misja zmodyfikowanego statku kosmicznego serii Sojuz. Wyprawą dowodził Jurij Małyszew, a Aksionow, tak jak poprzednio, był inżynierem pokładowym. Lot miał na celu potwierdzenie skuteczności zastosowanych rozwiązań technicznych. Start z kosmodromu Bajkonur nastąpił 5 czerwca 1980. Dzień później statek połączył się z zespołem orbitalnym Salut 6 – Sojuz 36, na pokładzie którego znajdowała się czwarta stała załoga – Leonid Popow i Walerij Riumin. Po trzech dniach wspólnych prac statek Sojuz T- 2 odcumował od stacji kosmicznej i powrócił na Ziemię, lądując w odległości około 200 km od Żezkazganu.

## Wykaz lotów
| Loty kosmiczne, w których uczestniczył Władimir W. Aksionow             | Loty kosmiczne, w których uczestniczył Władimir W. Aksionow | Loty kosmiczne, w których uczestniczył Władimir W. Aksionow | Loty kosmiczne, w których uczestniczył Władimir W. Aksionow | Loty kosmiczne, w których uczestniczył Władimir W. Aksionow | Loty kosmiczne, w których uczestniczył Władimir W. Aksionow | Loty kosmiczne, w których uczestniczył Władimir W. Aksionow |
| Numer                                                                   | Data startu                                                 | Statek kosmiczny                                            | Data lądowania                                              | Statek kosmiczny                                            | Funkcja                                                     | Czas trwania                                                |
| ----------------------------------------------------------------------- | ----------------------------------------------------------- | ----------------------------------------------------------- | ----------------------------------------------------------- | ----------------------------------------------------------- | ----------------------------------------------------------- | ----------------------------------------------------------- |
| 1                                                                       | 15 września 1976                                            | Sojuz 22                                                    | 23 września 1976                                            | Sojuz 22                                                    | inżynier pokładowy                                          | 7 dni 21 godzin 52 minuty i 17 sekund                       |
| 2                                                                       | 5 czerwca 1980                                              | Sojuz T-2                                                   | 9 czerwca 1980                                              | Sojuz T-2                                                   | inżynier pokładowy                                          | 3 dni 22 godziny 19 minut i 30 sekund                       |
| Łączny czas spędzony w kosmosie – 11 dni 20 godzin 11 minut i 47 sekund |                                                             |                                                             |                                                             |                                                             |                                                             |                                                             |

## Odznaczenia i nagrody
- Medal Złota Gwiazda Bohatera Związku Radzieckiego – dwukrotnie (1976, 1980)
- Order Lenina – dwukrotnie (1976, 1980)
- Medal „Weteran Pracy”
- Medal „Za zasługi w podboju kosmosu” (2011, Rosja)[2]
- Złoty Medal „Za zasługi dla nauki i ludzkości” (Czechosłowacja)
- Order Karla Marksa (1976, NRD)
- Universal Astronaut Insignia za lot orbitalny (nr 79) – Stowarzyszenie Uczestników Lotów Kosmicznych (Association of Space Explorers(inne języki))[3]